# Cyrtoxipha itame
Cyrtoxipha itame är en insektsart som beskrevs av Otte, D. och Perez-gelabert 2009. Cyrtoxipha itame ingår i släktet Cyrtoxipha och familjen syrsor. Inga underarter finns listade i Catalogue of Life.